# Campionati europei di atletica leggera indoor 1988 - 200 metri piani maschili
I 200 metri piani si sono tenuti il 5 e il 6 marzo 1988 presso lo Sportcsarnok di Budapest, in Ungheria.

## Risultati

### Batterie
Qualificazione: i primi due di ogni batteria (Q) e i 4 seguenti migliori tempi (q) vanno alle Semifinali.

#### Batteria 1
Sabato 5 marzo 1988.
| Posizione | Corsia | Nome               | Nazionalità | Tempo | Note |
| --------- | ------ | ------------------ | ----------- | ----- | ---- |
| 1         | -      | Daniel Sangouma    | Francia     | 21"35 | Q    |
| 2         | -      | Paolo Catalano     | Italia      | 21"56 | Q    |
| 3         | -      | Miguel Ángel Gómez | Spagna      | 21"58 |      |
| 4         | -      | Luís Cunha         | Portogallo  | 21"67 |      |

#### Batteria 2
| Posizione | Corsia | Nome            | Nazionalità    | Tempo | Note |
| --------- | ------ | --------------- | -------------- | ----- | ---- |
| 1         | -      | Nikolay Antonov | Bulgaria       | 21"09 | Q    |
| 2         | -      | László Karaffa  | Ungheria       | 21"22 | Q,   |
| 3         | -      | Andreas Berger  | Austria        | 21"28 | q    |
| 4         | -      | Björn Sinnhuber | Germania Ovest | 21"64 |      |
| 5         | -      | Robert Nilsson  | Svezia         | 21"84 |      |

#### Batteria 3
| Posizione | Corsia | Nome                  | Nazionalità    | Tempo | Note |
| --------- | ------ | --------------------- | -------------- | ----- | ---- |
| 1         | -      | Linford Christie      | Regno Unito    | 21"02 | Q    |
| 2         | -      | Norbert Dobeleit      | Italia         | 21"11 | Q    |
| 3         | -      | Jean-Charles Trouabal | Francia        | 21"34 | q    |
| 4         | -      | Ezio Madonia          | Italia         | 21"57 |      |
| 5         | -      | Jiří Valík            | Cecoslovacchia | 21"61 |      |

#### Batteria 4
| Posizione | Corsia | Nome             | Nazionalità      | Tempo | Note                          |
| --------- | ------ | ---------------- | ---------------- | ----- | ----------------------------- |
| 1         | -      | Nikolay Razgonov | Unione Sovietica | 21"03 | Q                             |
| 2         | -      | Donovan Reid     | Regno Unito      | 21"28 | Q                             |
| 3         | -      | Tamás Molnár     | Ungheria         | 21"29 | , q                           |
| 4         | -      | Sandro Floris    | Italia           | 21"39 | q                             |
| 5         | -      | Achmed De Kom    | Paesi Bassi      | 21"75 | Miglior prestazione personale |

### Semifinali
Qualificazione: i primi tre di ogni semifinale (Q) vanno alla Finale.

#### Semifinale 1
Domenica 6 marzo 1988.
| Posizione | Corsia | Nome             | Nazionalità      | Tempo | Note |
| --------- | ------ | ---------------- | ---------------- | ----- | ---- |
| 1         | -      | Nikolay Razgonov | Unione Sovietica | 20"87 | Q    |
| 2         | -      | Nikolay Antonov  | Bulgaria         | 20"87 | Q    |
| 3         | -      | Daniel Sangouma  | Francia          | 21"22 | Q    |
| 4         | -      | László Karaffa   | Ungheria         | 21"24 |      |
| 5         | -      | Sandro Floris    | Italia           | 21"39 |      |
| 6         | -      | Donovan Reid     | Regno Unito      | dnf   |      |

#### Semifinale 2
| Posizione | Corsia | Nome                  | Nazionalità    | Tempo | Note                          |
| --------- | ------ | --------------------- | -------------- | ----- | ----------------------------- |
| 1         | -      | Linford Christie      | Regno Unito    | 20"79 | Q                             |
| 2         | -      | Andreas Berger        | Austria        | 21"07 | Q                             |
| 3         | -      | Norbert Dobeleit      | Germania Ovest | 21"16 | Q                             |
| 4         | -      | Tamás Molnár          | Ungheria       | 21"24 | Miglior prestazione personale |
| 5         | -      | Jean-Charles Trouabal | Francia        | 21"31 | Miglior prestazione personale |
| 6         | -      | Paolo Catalano        | Italia         | 21"67 |                               |

### Finale
| Record mondiale       | Bruno Marie-Rose | 20"36 | Liévin | 22 febbraio 1987 |
| Record dei Campionati | Bruno Marie-Rose | 20"36 | Liévin | 22 febbraIo 1987 |
| Capolista stagionale  | Linford Christie | 20"55 | Gent   | 17 febbraio 1988 |

Domenica 6 marzo 1988.
| Pos.    | Corsia | Atleta           | Età | Nazione          | Tempo | Note                          |
| ------- | ------ | ---------------- | --- | ---------------- | ----- | ----------------------------- |
| Oro     | 5      | Nikolay Razgonov | 24  | Unione Sovietica | 20"62 | Miglior prestazione personale |
| Argento | 4      | Nikolay Antonov  | 19  | Bulgaria         | 20"65 | Miglior prestazione personale |
| Bronzo  | 3      | Linford Christie | 27  | Regno Unito      | 20"83 |                               |
| 4       | 6      | Andreas Berger   | 26  | Austria          | 20"85 | Miglior prestazione personale |
| 5       | 2      | Norbert Dobeleit | 23  | Germania Est     | 21"37 |                               |
| 6       | 1      | Daniel Sangouma  | 23  | Francia          | 21"57 |                               |